# 13 (číslo)
Třináct je přirozené číslo následující po 12 a předcházející 14. Římskými číslicemi se 13 zapíše jako XIII.

## Matematika
Třináct je šesté prvočíslo, dalším v pořadí je sedmnáct. Třináct je druhé Wilsonovo prvočíslo. Třináct je také pátým exponentem tvořícím Mersennovo prvočíslo (8191). Je sedmým Fibonacciho číslem, následuje ho 21. Je to i Tribonacciho číslo. Je největším číslem, jehož faktoriál je menší než 1010. Je příznivým číslem a čtvrtým šťastným číslem, následuje ho 19.

## Chemie
13 je atomové číslo hliníku.

## Kultura

### Věk 13 let
Ve věku 13 let se z dětí stávají teenageři.

### Nešťastná třináctka
Číslo 13 je v mnohých zemích považováno za nešťastné, přinášející smůlu. Chorobný strach z třináctky se nazývá triskaidekafobie. Číslo 13 se proto často vynechává v číselných řadách, například některé hotely nemívají 13. podlaží nebo sportovci nedostávají takové startovní číslo.
Zvláštní smůlu má přinášet pátek třináctého.

### Fáze měsíce
Rok s 13 plnými měsíci namísto 12 značil problémy pro mnichy v souvislosti s kalendářem. „Bylo to považováno za velmi nešťastnou okolnost, zvlášť u mnichů, kteří spravovali kalendář s třinácti měsíci v daném roce, a to narušilo pravidelné uspořádání církevních svátků a festivalů. Proto se třináctka začala považovat za nešťastné číslo.“
Typické století má asi 37 let s 13 plnými měsíci a 63 let s 12 plnými měsíci, typicky každý třetí nebo čtvrtý rok má 13 plných měsíců.

### Šťastná třináctka
V sikhismu je 13 považováno za šťastné číslo, protože paňdžábsky se řekne tera, což také znamená „Tvůj“.

### Posvátné číslo
Předkolumbovské kultury Mezoameriky považovaly číslo 13 za posvátné – rozlišovaly např. třináct vrstev nebe.

### Filmy a seriály
- 13 – americký dramatický thriller z roku 2010
- 13. revír – český film z roku 1946
- Třinácté patro – německo-americký sci-fi thriller z roku 1999
- Třináctka – americký dramatický film z roku 2003
- Třináct dní – americký válečný thriller z roku 2000
- Třináct u stolu – francouzská filmová komedie z roku 1955
- Třináct životů Dukly – český dokumentární film se sportovní tematikou z roku 2011
- Sázka na třináctku – československý hraný film z roku 1977 režiséra Dušana Kleina
- Zakletá třináctka – český televizní film z roku 2004, režie Ondřej Kepka

Postavy
- Třináctka – americký televizní seriál Dr. House
- Třináctý Doktor – britský vědeckofantastický seriál Pán času

## Ostatní
- C 13 – jeskyně v Moravském krasu u Holštejna
- Zdravá 13 – třináctibodové doporučení zdravé výživy
- Pátek třináctého (rozcestník) – více významů
- Třináct kolonií – historický pojem ze vzniku USA
- Třináct měsíců – (v anglickém originále Black Swan Green) je semi-autobiografický bildungsroman Davida Mitchella vydaný 2006, do češtiny přeložen 2007
- Třináctiletá válka – válka v 15. století (Německo, Prusko, Polsko)

## Roky
- 13
- 13 př. n. l.